# Liste der päpstlichen Enzykliken
Diese Liste enthält die päpstlichen Enzykliken seit 1740 sowie eine Übersicht besonderer Formen von Enzykliken.

## Päpstliche Enzykliken

### Benedikt XIV.
| #  | Name                  | Datum             | Inhalt                                                                                            |
| -- | --------------------- | ----------------- | ------------------------------------------------------------------------------------------------- |
| 1  | Ubi primum            | 3. Dezember 1740  | Über Pflichten und Amtsführung der Bischöfe                                                       |
| 2  | Quanta cura           | 30. Juni 1741     | Über die Gebühren für eine Totenmesse                                                             |
| 3  | Nimiam licentiam      | 18. Mai 1743      | Über die Gültigkeit von Eheschließungen (an die polnischen Bischöfe)                              |
| 4  | Demandatam            | 24. Dezember 1743 | Über die Melkitische Griechisch-katholische Kirche                                                |
| 5  | Vix pervenit          | 1. November 1745  | Über die Erhebung von Zinsen                                                                      |
| 6  | Magnae nobis          | 29. Juni 1748     | Über Ehehindernisse und Dispensationen (an die polnischen Bischöfe)                               |
| 7  | Peregrinantes         | 5. Mai 1749       | Ankündigung des Heiligen Jahres 1750                                                              |
| 8  | Cum religiosi aeque   | 26. Juni 1754     | Über die Katechese (an die italienischen Bischöfe)                                                |
| 9  | Quod provinciale      | 1. August 1754    | Über den Gebrauch mohammedanischer Namen für Christen (an den Klerus der Kirchenprovinz Albanien) |
| 10 | Allatae sunt          | 26. Juli 1755     | Über die Einhaltung des orientalen Ritus (an die Missionare im Orient)                            |
| 11 | Ex quo                | 1. März 1756      | Über das Euchologion (an die Ordens- und Weltpriester des griechischen Ritus)                     |
| 12 | Ex omnibus christiani | 16. Oktober 1756  | Über die Bulle Unigenitus Dei filius von 1713 (an die französischen Bischöfe)                     |

### Clemens XIII.
| # | Name                    | Datum              | Inhalt                                                                                               |
| - | ----------------------- | ------------------ | --- |
| 1 | A quo die               | 12. September 1758 | Über die Einheit der Christen                                                                        |
| 2 | Cum primum              | 7. September 1759  | Ermahnung der Geistlichen zur Einhaltung kanonischer Rechte und Pflichten, Vermeidung von Korruption |
| 3 | Appetente sacro         | 20. Dezember 1759  | Über die geistlichen Vorteile des heiligen Fastens                                                   |
| 4 | In dominico agro        | 14. Juni 1761      | Über die Unterweisung im Glauben                                                                     |
| 5 | Christianae reipublicae | 25. November 1766  | Über die Gefahren christenfeindlicher Schriften                                                      |

### Clemens XIV.
| # | Name                            | Datum              | Inhalt                                                                   |
| - | ------------------------------- | ------------------ | ------------------------------------------------------------------------ |
| 1 | Decet quam maxime               | 21. September 1769 | Über den Missbrauch von Steuern und Abgaben (an die Bischöfe Sardiniens) |
| 2 | Cum summi apostolatus           | 12. Dezember 1769  | Über die Notwendigkeit eines universellen Jubiläums (Jubeljahr)          |
| 3 | Inscrutabili divinae sapientiae | 12. Dezember 1769  | Ankündigung eines Heiligen Jahres                                        |
| 4 | Salutis nostrae                 | 30. April 1774     | Proklamation des Jubeljahres 1775                                        |

### Pius VI.
| #  | Name                     | Datum             | Inhalt                                             |
| -- | ------------------------ | ----------------- | -------------------------------------------------- |
| 1  | Inscrutabile             | 25. Dezember 1775 | Über die Probleme des Pontifikats.                 |
| 2  | Summa Dei                | 25. Dezember 1775 |                                                    |
| 3  | Nuper pro                | 6. März 1779      |                                                    |
| 4  | Super soliditate         | 28. November 1786 |                                                    |
| 5  | Quod aliquantum          | 10. März 1791     |                                                    |
| 6  | Cum populi               | 13. April 1791    |                                                    |
| 7  | Charitas quae            | 13. April 1791    | Über die Zivilverfassung des Klerus in Frankreich. |
| 8  | Adeo nota                | 23. April 1791    |                                                    |
| 9  | Quo luctu                | 4. Mai 1791       |                                                    |
| 10 | Ancorché antichissimo    | 5. November 1791  |                                                    |
| 11 | In gravissimis           | 19. März 1792     |                                                    |
| 12 | Novae hae litterae       | 19. März 1792     |                                                    |
| 13 | Ubi communis             | 4. April 1792     |                                                    |
| 14 | Dum Nos                  | 19. April 1792    |                                                    |
| 15 | Quo fluctu               | 30. Mai 1792      |                                                    |
| 16 | Ubi Lutetiam             | 13. Juni 1792     |                                                    |
| 17 | Quae causa               | 24. November 1792 |                                                    |
| 18 | Perpensis circumstantiis | 10. Dzcember 1792 |                                                    |
| 19 | Quare lacrymae           | 17. Juni 1793     |                                                    |
| 20 | Ad nostras manus         | 31. Juli 1793     |                                                    |
| 21 | Auctorem fidei           | 28. August 1794   |                                                    |
| 22 | Christi Ecclesiae        | 30. Dezember 1797 |                                                    |
| 23 | Constantiam vestram      | 10. November 1798 |                                                    |
| 24 | Cum nos superiori        | 13. November 1798 |                                                    |
| 25 | Quoties animo            | 13. August 1799   |                                                    |

### Pius VII.
| # | Name                  | Datum         | Inhalt                                                                      |
| - | --------------------- | ------------- | --------------------------------------------------------------------------- |
| 1 | Diu satis             | 15. Mai 1800  | Über die Rückkehr zu den Prinzipien des Evangeliums                         |
| 2 | Ex quo ecclesiam      | 24. Mai 1800  | Das Heilige Jahr 1800 wird nicht begangen                                   |
| 3 | Il trionfo            | 18. Mai 1814  | Der Triumph der göttlichen Barmherzigkeit, zur Rückkehr der Päpste nach Rom |
| 4 | Vineam quam plantavit | 12. Juni 1817 | Über die Wiederherstellung der Bistümer in Frankreich                       |

### Leo XII.
| # | Name              | Datum             | Inhalt                                                                       |
| - | ----------------- | ----------------- | ---------------------------------------------------------------------------- |
| 1 | Ubi primum        | 5. Mai 1824       | Zur Übernahme des Pontifikats; über die bischöflichen Pflichten              |
| 2 | Quod hoc ineunte  | 24. Mai 1824      | Ankündigung des Heiligen Jahres 1825                                         |
| 3 | Ad plurimas       | 25. Januar 1825   | Über den Brand der Basilika Sankt Paul vor den Mauern                        |
| 4 | Charitate Christi | 25. Dezember 1825 | Über die Verlängerung des in Quod hoc in eunte angekündigten Heiligen Jahres |
| 5 | Quanta laetitia   | 13. Februar 1827  | Über die Neuordnung der Kirchenprovinzen Schottlands                         |

### Pius VIII.
| # | Name                       | Datum        | Inhalt                                                              |
| - | -------------------------- | ------------ | ------------------------------------------------------------------- |
| 1 | Traditi humilitati nostrae | 24. Mai 1829 | Über die Ausrichtung seines Pontifikats und die Sorge für die Herde |

### Gregor XVI.
| #  | Name                     | Datum              | Inhalt                                                                                                |
| -- | ------------------------ | ------------------ | --- |
| 1  | Quel Dio                 | 5. April 1831      | Über das Ende der Unruhen im Kirchenstaat                                                             |
| 2  | Le armi valorose         | 12. Juli 1831      | Dank an den österreichischen Kaiser                                                                   |
| 3  | Summo iugiter studio     | 27. Mai 1832       | Über die Mischehen (Bayern)                                                                           |
| 4  | Cum primum               | 9. Juni 1832       | Über den bürgerlichen Gehorsam                                                                        |
| 5  | Mirari vos               | 15. August 1832    | Über den liberalen Katholizismus und Indifferentismus; über kirchliche Reformen und Gewissensfreiheit |
| 6  | Singulari nos            | 25. Juni 1834      | Über die Irrtümer des Liberalismus                                                                    |
| 7  | Commissum divinitus      | 17. Mai 1835       | Über Kirche und Staat in der Schweiz                                                                  |
| 8  | Probe nostis             | 18. September 1840 | Über die Verbreitung des Glaubens                                                                     |
| 9  | Augustissimam beatissimi | 21. Dezember 1840  | Über den Wiederaufbau der Basilika Sankt Paul vor den Mauern                                          |
| 10 | Quas vestro              | 30. April 1841     | Über die Mischehen (Ungarn)                                                                           |
| 11 | Inter ea                 | 1. April 1842      | Über die Entwicklung in einigen schweizerischen Kantonen                                              |
| 12 | Inter praecipuas         | 8. Mai 1844        | Über die Bibelgesellschaften                                                                          |

### Pius IX.
| #  | Name                          | Datum              | Inhalt                                                                                      |
| -- | ----------------------------- | ------------------ | ------------------------------------------------------------------------------------------- |
| 1  | Qui pluribus                  | 9. November 1846   | Antrittsenzyklika                                                                           |
| 2  | Praedecessores nostros        | 25. März 1847      | Über die Hilfe für Irland                                                                   |
| 3  | Ubi primum                    | 17. Juni 1847      | Über die Disziplin der Religiosen                                                           |
| 4  | In suprema Petri sede         | 6. Januar 1848     | Über die Einheit der Kirche und die Orthodoxie                                              |
| 5  | Ubi primum                    | 2. Februar 1849    | Zur Vorbereitung der Verkündigung des Dogmas über die Unbefleckte Empfängnis                |
| 6  | Nostis et nobiscum            | 8. Dezember 1849   | Über die Kirche im päpstlichen Staat (Italien)                                              |
| 7  | Exultavit cor nostrum         | 21. November 1851  | Über das bevorstehende Heilige Jahr                                                         |
| 8  | Ex aliis nostris              | 21. November 1851  | Normen zum Heiligen Jahr                                                                    |
| 9  | Nemo certe ignorat            | 25. März 1852      | Über die Disziplin der Kleriker in Irland                                                   |
| 10 | Probe noscitis venerabiles    | 17. Mai 1852       | Über die Disziplin der Kleriker in Spanien                                                  |
| 11 | Inter multiplices             | 21. März 1853      | Über die Liturgie und das Missale sowie die Einheit des Geistes in Frankreich               |
| 12 | Inter graves                  | 1. Dezember 1854   | Ankündigung des Dogmas über die Unbefleckte Empfängnis                                      |
| 13 | Optime noscitis               | 20. März 1854      | Über die Katholische Universität von Irland                                                 |
| 14 | Apostolicae nostrae caritatis | 1. August 1854     | Aufruf zum Gebet für den Frieden                                                            |
| 15 | Neminem vestrum               | 2. Februar 1854    | Über die Verfolgung der Armenier                                                            |
| 16 | Optime noscitis               | 5. November 1855   | Über die österreichische Bischofsversammlung                                                |
| 17 | Singulari quidem              | 17. März 1856      | Über die Kirche in Österreich                                                               |
| 18 | Cum nuper                     | 20. Januar 1858    | Sorge um die Kleriker                                                                       |
| 19 | Amantissimi redemptoris       | 3. Mai 1858        | Über die Priester und die Sorge der Seelen                                                  |
| 20 | Cum sancta mater ecclesia     | 27. April 1859     | Aufruf zum öffentlichen Gebet zur Mutter Gottes, der Mutter der Kirche                      |
| 21 | Qui nuper                     | 18. Juni 1859      | Über die Stellung des Kirchenstaates                                                        |
| 22 | Nullis certe verbis           | 19. Januar 1860    | über die Notwendigkeit der staatsbürgerlichen Souveränität                                  |
| 23 | Amantissimus                  | 8. April 1862      | Über den Katholizismus im Orient                                                            |
| 24 | Quanto conficiamur            | 10. August 1863    | Über den Indifferentismus und die Veröffentlichung falscher Lehren                          |
| 25 | Incredibili                   | 17. September 1863 | Über die Verfolgung in Neugranada                                                           |
| 26 | Ubi urbaniano                 | 30. Juli 1864      | Über die Verfolgung in Polen                                                                |
| 27 | Maximae quidem                | 18. August 1864    | Über die Kirche in Bayern                                                                   |
| 28 | Quanta cura                   | 8. Dezember 1864   | Über die Freiheit der Kirche vom Staat, gegen Zeitirrtümer (beigefügt der Syllabus errorum) |
| 29 | Meridionali Americae          | 30. September 1865 | Über das Priesterseminar für einheimische Kleriker                                          |
| 30 | Levate                        | 27. Oktober 1867   | Über das Leiden der Kirche in Italien, Polen und Russland                                   |
| 31 | Respicientes                  | 1. November 1870   | Protest über die Behandlung des Vatikanstaates                                              |
| 32 | Ubi nos                       | 15. Mai 1871       | Über die zeitlichen Güter der Kirche                                                        |
| 33 | Beneficia Dei                 | 4. Juni 1871       | Zum 25. Jahrestag des Pontifikats                                                           |
| 34 | Saepe venerabiles fratres     | 5. August 1871     | Danksagung zum 25. Jahr des Pontifikats                                                     |
| 35 | Quae in patriarchatu          | 16. November 1872  | Über die chaldäische Kirche                                                                 |
| 36 | Quartus supra vigesimum       | 6. Januar 1873     | Über die armenische Kirche                                                                  |
| 37 | Etsi multa luctuosa           | 21. November 1873  | Über die Kirche in Italien, Deutschland und der Schweiz                                     |
| 38 | Vix dum a nobis               | 7. März 1874       | Über die Kirche und die liberale Gesetzgebung in Österreich                                 |
| 39 | Omnem sollicitudinem          | 13. Mai 1874       | Über den griechisch-ruthenischen Ritus                                                      |
| 40 | Gravibus ecclesiae            | 24. Dezember 1874  | Bekanntgabe eines Heiligen Jahres                                                           |
| 41 | Quod numquam                  | 5. Februar 1875    | Gegen den Kulturkampf in Preußen                                                            |
| 42 | Graves ac diuturnae           | 23. März 1875      | Über die Kirche in der Schweiz                                                              |
| 43 | Exortae in ista               | 20. April 1876     | Über die Freimaurerei in Brasilien                                                          |

### Leo XIII.
| #  | Name                             | Datum              | Inhalt                                                                                             |
| -- | -------------------------------- | ------------------ | -------------------------------------------------------------------------------------------------- |
| 1  | Inscrutabili Dei consilio        | 21. April 1878     | Antrittsenzyklika über die Übel in der Gesellschaft                                                |
| 2  | Quod apostolici muneris          | 28. Dezember 1878  | Über die modernen Irrtümer, den Kampf des Sozialismus gegen Religion und gesellschaftliche Ordnung |
| 3  | Aeterni Patris                   | 4. August 1879     | Über die Philosophie und die Autorität des heiligen Thomas von Aquin                               |
| 4  | Arcanum divinae sapientia        | 10. Februar 1880   | Über die christliche Ehe                                                                           |
| 5  | Grande munus                     | 30. September 1880 | Über die hll. Kyrill und Methodius                                                                 |
| 6  | Sancta Dei civitas               | 3. Dezember 1880   | Erste Missionsenzyklika über die Missionsgesellschaften                                            |
| 7  | Diuturnum illud                  | 29. Juni 1881      | Über die staatliche und göttliche Autorität                                                        |
| 8  | Licet multa                      | 3. August 1881     | Über die Katholiken in Belgien                                                                     |
| 9  | Etsi nos                         | 15. Februar 1882   | Über die Verhältnisse in Italien                                                                   |
| 10 | Auspicato concessum              | 17. September 1882 | Über den heiligen Franz von Assisi                                                                 |
| 11 | Cum multa                        | 8. Dezember 1882   | Über die Verhältnisse in Spanien                                                                   |
| 12 | Supremi apostolatus officio      | 1. September 1883  | Über die Bedeutung des Rosenkranzgebetes                                                           |
| 13 | Nobilissima Gallorum gens        | 8. Februar 1884    | Über die Versöhnung von Kirche und Staat in Frankreich                                             |
| 14 | Humanum genus                    | 20. April 1884     | Gegen die Geheimgesellschaften und Freimaurerei                                                    |
| 15 | Superiore anno                   | 30. August 1884    | Über das Rosenkranzgebet                                                                           |
| 16 | Immortale Dei                    | 1. November 1885   | Über die christliche Staatsverfassung                                                              |
| 17 | Spectata fides                   | 27. November 1885  | Über die christliche Erziehung                                                                     |
| 18 | Quod auctoritate                 | 22. Dezember 1885  | Die Verkündung eines außerordentlichen Heiligen Jahres                                             |
| 19 | Iampridem                        | 6. Januar 1886     | Über den Katholizismus in Deutschland                                                              |
| 20 | Quod multum                      | 22. August 1886    | Über die Freiheit der Kirche                                                                       |
| 21 | Pergrata nobis                   | 14. September 1886 | Über die Kirche in Portugal                                                                        |
| 22 | Vi è ben noto                    | 20. September 1887 | Über den Rosenkranz und das öffentliche Leben                                                      |
| 23 | Officio sanctissimo              | 22. Dezember 1887  | Über die Kirche in Bayern                                                                          |
| 24 | Quod anniversarius               | 1. April 1888      | Zum fünfzigjährigen Priesterjubiläum                                                               |
| 25 | In plurimis                      | 5. Mai 1888        | Für die Abschaffung der Sklaverei in Brasilien                                                     |
| 26 | Libertas                         | 20. Juni 1888      | Über Religionsfreiheit und Menschenwürde                                                           |
| 27 | Saepe nos                        | 24. Juni 1888      | Über die Boykotte in Irland                                                                        |
| 28 | Paterna caritas                  | 25. Juli 1888      | Über die Wiedervereinigung der armenischen mit der römisch-katholischen Kirche                     |
| 29 | Quam aerumnosa                   | 10. Dezember 1888  | Über die italienischen Immigranten in Amerika                                                      |
| 30 | Etsi cunctas                     | 21. Dezember 1888  | Über die Kirche in Irland                                                                          |
| 31 | Exeunte iam anno                 | 25. Dezember 1888  | Über die rechte Ordnung des christlichen Lebens                                                    |
| 32 | Magni nobis gaudi                | 7. März 1889       | Über die katholische Universität von Amerika                                                       |
| 33 | Quamquam pluries                 | 15. August 1889    | Über den heiligen Josef                                                                            |
| 34 | Sapientiae christianae           | 10. Januar 1890    | Über die bürgerlichen Pflichten der Christen                                                       |
| 35 | Dall’alto dell’Apostolico Seggio | 15. Oktober 1890   | Über die Freimaurerei in Italien                                                                   |
| 36 | Catholicae ecclesiae             | 20. November 1890  | Über die Sklaverei in den Missionsgebieten                                                         |
| 37 | In ipso supremi                  | 3. März 1891       | Über die österreichischen Bischöfe                                                                 |
| 38 | Rerum Novarum                    | 15. Mai 1891       | Zur Arbeiterfrage                                                                                  |
| 39 | Pastoralis                       | 25. Juli 1891      | Über die Religionsgemeinschaften in Portugal                                                       |
| 40 | Pastoralis officii               | 12. September 1891 | Über die moralischen Probleme des Duellierens                                                      |
| 41 | Octobri mense                    | 22. September 1891 | Über den Rosenkranz                                                                                |
| 42 | Au milieu des sollicitudes       | 16. Februar 1892   | Über Kirche und Staat in Frankreich                                                                |
| 43 | Quarto abeunte saeculo           | 16. Juli 1892      | Zum 400. Jahrestag der Entdeckung Amerikas                                                         |
| 44 | Magnae Dei matris                | 8. September 1892  | Über den Rosenkranz und dem christlichen Leben                                                     |
| 45 | Custodi di quella fede           | 8. Dezember 1892   | An das italienische Volk über die Freimaurerei in Italien                                          |
| 46 | Inimica vis                      | 8. Dezember 1892   | An die italienischen Bischöfe über die Freimaurerei                                                |
| 47 | Ad extremas                      | 24. Juni 1893      | Über Seminare für einheimische Priester in den Missionsländern                                     |
| 48 | Constanti Hungarorum             | 2. September 1893  | Über die Kirche in Ungarn                                                                          |
| 49 | Laetitiae sanctae                | 8. September 1893  | Über das Rosenkranzgebet                                                                           |
| 50 | Non mediocri                     | 25. Oktober 1893   | Über das spanische Kolleg in Rom                                                                   |
| 51 | Providentissimus Deus            | 18. November 1893  | Über die Heilige Schrift                                                                           |
| 52 | Caritatis                        | 19. März 1894      | Über die Kirche in Polen                                                                           |
| 53 | Inter graves                     | 1. Mai 1894        | Über die Kirche in Peru                                                                            |
| 54 | Litteras a vobis                 | 2. Juli 1894       | Über den Klerus in Brasilien                                                                       |
| 55 | Iucunda semper expectatione      | 8. September 1894  | Über den Rosenkranz                                                                                |
| 56 | Christi nomen                    | 24. Dezember 1894  | Über die Verkündung des Glaubens und die Ostkirchen                                                |
| 57 | Longinqua                        | 6. Januar 1895     | Über die Katholiken in den Vereinigten Staaten                                                     |
| 58 | Permoti nos                      | 10. Juli 1895      | Über die sozialen Verhältnisse in Belgien                                                          |
| 59 | Adiutricem                       | 5. September 1895  | Über den Rosenkranz                                                                                |
| 60 | Insignes                         | 1. Mai 1896        | Über die Jahrtausendfeier Ungarns                                                                  |
| 61 | Satis cognitum                   | 29. Juni 1896      | Über die Einheit der Kirche                                                                        |
| 62 | Apostolicae curae                | 13. September 1896 | Apostolisches Schreiben Über die anglikanischen Bischofs- und Priesterweihen                       |
| 63 | Fidentem piumque animum          | 20. September 1896 | Über den Rosenkranz als das Gebet zur Vermittlerin der Gnaden                                      |
| 64 | Divinum illud munus              | 9. Mai 1897        | Über den Heiligen Geist                                                                            |
| 65 | Militantis ecclesiae             | 1. August 1897     | Über den heiligen Petrus Canisius                                                                  |
| 66 | Augustissimae Virginis Mariae    | 12. September 1897 | Über die Rosenkranzbruderschaft                                                                    |
| 67 | Affari vos                       | 8. Dezember 1897   | Über die Manitoba-Schulfrage                                                                       |
| 68 | Caritatis studium                | 25. Juli 1898      | Über die Kirche in Schottland                                                                      |
| 69 | Spesse volte                     | 5. August 1898     | Gegen die Unterdrückung katholischer Institutionen                                                 |
| 70 | Quam religiosa                   | 16. August 1898    | Über das bürgerliche Eherecht                                                                      |
| 71 | Diuturni temporis                | 5. September 1898  | Über den Rosenkranz                                                                                |
| 72 | Quum diuturnum                   | 25. Dezember 1898  | Einladung zur Vollversammlung der lateinamerikanischen Bischöfe                                    |
| 73 | Annum sacrum                     | 25. Mai 1899       | Über die Christkönigs- und Herz-Jesu-Verehrung anlässlich des Heiligen Jahres 1900                 |
| 74 | Depuis le jour                   | 8. September 1899  | Über die Ausbildung des Klerus in Frankreich                                                       |
| 75 | Paternae                         | 18. September 1899 | Über die Ausbildung des Klerus in Brasilien                                                        |
| 76 | Omnibus compertum                | 21. Juli 1900      | Über die Einheit unter den Melkiten                                                                |
| 77 | Tametsi futura prospicientibus   | 1. November 1900   | Über Christus, den Erlöser                                                                         |
| 78 | Graves de communi re             | 18. Januar 1901    | Über die christliche Demokratie im Sinne sozialer Wohlfahrtstätigkeit                              |
| 79 | Gravissimas                      | 16. Mai 1901       | Über den religiösen Auftrag in Portugal                                                            |
| 80 | Reputantibus                     | 20. August 1901    | Über die Sprachenfrage in Böhmen                                                                   |
| 81 | Urbanitatis veteris              | 20. November 1901  | Über die Gründung eines Priesterseminars in Athen                                                  |
| 82 | In amplissimo                    | 15. April 1902     | Über die Kirche in den Vereinigten Staaten                                                         |
| 83 | Quod votis                       | 30. April 1902     | Über die Errichtung katholischer Universitäten in verschiedenen Ländern Europas                    |
| 84 | Mirae caritatis                  | 28. Mai 1902       | Über die Eucharistie                                                                               |
| 85 | Quae ad nos                      | 22. November 1902  | Über die Kirche in Böhmen und Mähren                                                               |
| 86 | Fin dal principio                | 8. Dezember 1902   | Über die Ausbildung des Klerus                                                                     |
| 87 | Dum multa                        | 24. Dezember 1902  | Über die Ehegesetzgebung in Ecuador                                                                |

### Pius X.
| #  | Name                      | Datum              | Inhalt                                              |
| -- | ------------------------- | ------------------ | --------------------------------------------------- |
| 1  | E supremi apostolatus     | 4. Oktober 1903    | Antrittsenzyklika über die Pflichten des Papstes    |
| 2  | Ad diem illum laetissimum | 2. Februar 1904    | Enzyklika über die Marienverehrung                  |
| 3  | Iucunda sane              | 12. März 1904      | Über Papst Gregor den Großen                        |
| 4  | Acerbo nimis              | 15. April 1905     | Über die Katechese                                  |
| 5  | Il fermo proposito        | 11. Juni 1905      | Über die Katholische Aktion in Italien              |
| 6  | Vehementer nos            | 11. Februar 1906   | Gegen den Laizismus in Frankreich                   |
| 7  | Tribus circiter           | 5. April 1906      | Über die Mariaviten                                 |
| 8  | Pieni l’animo             | 28. Juli 1906      | Über den Geist des Gehorsams beim Klerus in Italien |
| 9  | Gravissimo officii munere | 10. August 1906    | Über die französischen Anbetungsvereine             |
| 10 | Une fois encore           | 6. Januar 1907     | Über die Trennung von Kirche und Staat              |
| 11 | Pascendi Dominici gregis  | 8. September 1907  | Über die Irrtümer des Modernismus                   |
| 12 | Communium rerum           | 21. April 1909     | Über den heiligen Anselm von Canterbury             |
| 13 | Editae saepe              | 26. Mai 1910       | Über den heiligen Karl Borromäus                    |
| 14 | Iamdudum in Lusitania     | 24. Mai 1911       | Über die Trennung von Kirche und Staat in Portugal  |
| 15 | Lacrimabili statu         | 7. Juni 1912       | Über die Indianer in Südamerika                     |
| 16 | Singulari quadam          | 24. September 1912 | Über den Gewerkschaftsstreit in Deutschland         |

### Benedikt XV.
Schon das erste Apostolische Schreiben des Papstes Ubi primum vom 8. September 1914 war ein Friedensaufruf angesichts des Krieges. Während desselben übte er Zurückhaltung betreffend weiterer Enzykliken. Der berühmteste Text dieses Papstes war das Apostolische Schreiben an die Häupter der kriegführenden Staaten Dès le début vom 1. August 1917, seine mutigste Friedensinitiative. Von bleibender Bedeutung ist auch das Apostolische Schreiben Maximum illud über die katholischen Missionen (1919).
| #  | Name                                | Datum              | Inhalt                                                                               |
| -- | ----------------------------------- | ------------------ | ------------------------------------------------------------------------------------ |
| 1  | Ad beatissimi apostolorum principis | 1. November 1914   | Antrittsenzyklika gegen den Weltkrieg und für die Einheit der Kirche                 |
| 2  | Humani generis redemptionem         | 15. Juni 1917      | Über die Predigt des Wortes Gottes                                                   |
| 3  | Quod iam diu                        | 1. Dezember 1918   | Über die bevorstehende Friedenskonferenz                                             |
| 4  | In hac tanta                        | 14. Mai 1919       | Über den Heiligen Bonifatius und zur 1200-Jahr-Feier der Evangelisation Deutschlands |
| 5  | Paterno iam diu                     | 24. November 1919  | Über die Not der Kinder Mitteleuropas                                                |
| 6  | Pacem, Dei munus pulcherrimum       | 23. Mai 1920       | Über den Frieden und christlicher Versöhnung                                         |
| 7  | Spiritus paraclitus                 | 15. September 1920 | Über die Heilige Schrift                                                             |
| 8  | Principi Apostolorum Petro          | 5. Oktober 1920    | Über den heiligen Ephräm den Syrer                                                   |
| 9  | Annus iam plenus                    | 1. Dezember 1920   | Über die Kinder in Mitteleuropa                                                      |
| 10 | Sacra propediem                     | 6. Januar 1921     | Über den Dritten Orden des heiligen Franziskus                                       |
| 11 | In praeclara summorum               | 30. April 1921     | Über Dante Alighieri                                                                 |
| 12 | Fausto appetente die                | 29. Juni 1921      | Über den heiligen Dominikus                                                          |

### Pius XI.
Pius XI. beauftragte 1938 den Jesuiten John La Farge, zusammen mit Gustav Gundlach, eine weitere Enzyklika mit dem Namen Humani generis unitas „über die Einheit des Menschengeschlechts und gegen den Rassismus“ zu verfassen. Einige ihrer Grundgedanken gelangten in die Antrittsenzyklika des Nachfolgers, wesentliche Aussagen des Entwurfs sind erst später zum Allgemeingut der kirchlichen Lehre geworden (vgl. Nostra aetate).
| #  | Name                        | Datum              | Inhalt                                                                                          |
| -- | --------------------------- | ------------------ | ----------------------------------------------------------------------------------------------- |
| 1  | Ubi arcano Dei consilio     | 23. Dezember 1922  | Antrittsenzyklika über den Frieden Christi im Reiche Christi                                    |
| 2  | Rerum omnium perturbationem | 26. Januar 1923    | Über den heiligen Franz von Sales                                                               |
| 3  | Studiorum ducem             | 29. Juni 1923      | Über den heiligen Thomas von Aquin                                                              |
| 4  | Ecclesiam Dei admirabili    | 12. November 1923  | Über den heiligen Josaphat                                                                      |
| 5  | Maximam gravissimamque      | 18. Januar 1924    | Über die Probleme diözesaner Vereinigungen in Frankreich                                        |
| 6  | Quas primas                 | 11. Dezember 1925  | Über das Christkönigsfest                                                                       |
| 7  | Rerum ecclesiae             | 28. Februar 1926   | Missionsenzyklika über die Pflicht und Art der Förderung der Heiligen Mission                   |
| 8  | Rite expiatis               | 30. April 1926     | Über den heiligen Franz von Assisi                                                              |
| 9  | Iniquis afflictisque        | 18. November 1926  | Über die Verfolgung der Kirche in Mexiko                                                        |
| 10 | Mortalium animos            | 6. Januar 1928     | Über die Förderung der wahren Einheit der Religion                                              |
| 11 | Miserentissimus Redemptor   | 8. Mai 1928        | Über die Wiedergutmachung gegenüber dem Heiligsten Herzen Jesu                                  |
| 12 | Rerum orientalium           | 8. September 1928  | Über die Förderung der Kenntnisse über die orientalischen Kirchen                               |
| 13 | Mens nostra                 | 20. Dezember 1929  | Über die Förderung geistlicher Exerzitien                                                       |
| 14 | Quinquagesimo ante anno     | 23. Dezember 1929  | Zum fünfzigsten Priesterjubiläum                                                                |
| 15 | Divini illius Magistri      | 31. Dezember 1929  | Über die christliche Erziehung der Jugend (Erziehungs-Enzyklika)                                |
| 16 | Ad salutem humani           | 20. April 1930     | Anlässlich des 1500. Todestages des Hl. Augustinus                                              |
| 17 | Casti connubii              | 31. Dezember 1930  | Über die christliche Ehe                                                                        |
| 18 | Quadragesimo anno           | 15. Mai 1931       | Sozialenzyklika                                                                                 |
| 19 | Non abbiamo bisogno         | 29. Juni 1931      | Gegen den italienischen Faschismus und über die Soziallehre (siehe auch Sozialenzyklika)        |
| 20 | Nova impendet               | 2. Oktober 1931    | Über die wirtschaftliche Krise (Weltwirtschaftskrise)                                           |
| 21 | Lux veritatis               | 25. Dezember 1931  | Über das Konzil von Ephesus und der Ausrufung der göttlichen Mutterschaft der Heiligen Maria    |
| 22 | Caritate Christi compulsi   | 3. Mai 1932        | Über die Herz-Jesu-Verehrung in den Zeiten der Not                                              |
| 23 | Acerba animi                | 29. September 1932 | Über die Verfolgung der Kirche in Mexiko                                                        |
| 24 | Dilectissima nobis          | 3. Juni 1933       | Über die Unterdrückung der Kirche in Spanien                                                    |
| 25 | Ad catholici sacerdotii     | 20. Dezember 1935  | Über das Priestertum der katholischen Kirche                                                    |
| 26 | Vigilanti cura              | 29. Juni 1936      | Über den Film als Mittel zur religiösen Bildung                                                 |
| 27 | Mit brennender Sorge        | 14. März 1937      | Gegen den Nationalsozialismus und über die sozialen Pflichten (siehe auch Sozialenzyklika)      |
| 28 | Divini redemptoris          | 19. März 1937      | Gegen den atheistischen Kommunismus und der sozialen Verantwortung (siehe auch Sozialenzyklika) |
| 29 | Nos es muy conocida         | 28. März 1937      | Über die religiöse Situation in Mexiko                                                          |
| 30 | Ingravescentibus malis      | 29. September 1937 | Über das Gebet des Rosenkranzes als Zuflucht der Kirche                                         |

### Pius XII.
| #  | Name                          | Datum              | Inhalt                                                                                                 |
| -- | ----------------------------- | ------------------ | --- |
| 1  | Summi pontificatus            | 20. Oktober 1939   | Antrittsenzyklika über die Einheit der menschlichen Gesellschaft und die drohende Gefahr eines Krieges |
| 2  | Sertum laetitiae              | 1. November 1939   | Über den 150. Jahrestag der Schaffung der kirchlichen Hierarchie in den Vereinigten Staaten            |
| 3  | Saeculo exeunte octavo        | 13. Juni 1940      | Zum 800. Jahrestag der Unabhängigkeit Portugals und der Mission (Missionsenzyklika)                    |
| 4  | Mystici Corporis              | 29. Juni 1943      | Über die Kirche                                                                                        |
| 5  | Divino afflante Spiritu       | 30. September 1943 | Über die Heilige Schrift                                                                               |
| 6  | Orientalis Ecclesiae          | 9. April 1944      | Über den heiligen Kyrill von Alexandria                                                                |
| 7  | Communium interpretes dolorum | 15. April 1945     | Aufruf zum Friedensgebet während des Monats Mai                                                        |
| 8  | Orientales omnes ecclesias    | 23. Dezember 1945  | Über den 350. Jahrestag der Vereinigung der ruthenischen Kirche mit dem Apostolischen Stuhl            |
| 9  | Quemadmodum                   | 6. Januar 1946     | Über die Hilfe für bedürftige Kinder                                                                   |
| 10 | Deiparae Virginis Mariae      | 1. Mai 1946        | Marianische Enzyklika über die Möglichkeit eines Dogmas der Aufnahme Mariens in den Himmel             |
| 11 | Fulgens radiatur              | 21. März 1947      | Zum 1400. Todestages des heiligen Benedikt von Nursia                                                  |
| 12 | Mediator Dei                  | 20. November 1947  | Über die Liturgie                                                                                      |
| 13 | Optatissima pax               | 18. Dezember 1947  | Aufruf zu öffentlichen Gebeten für die Versöhnung zwischen den Völkern                                 |
| 14 | Auspicia quaedam              | 1. Mai 1948        | Aufruf zum öffentlichen Gebet für den Weltfrieden und die Lösung des Palästinaproblems                 |
| 15 | In multiplicibus curis        | 24. Oktober 1948   | Zum Gebet für den Frieden in Palästina                                                                 |
| 16 | Redemptoris nostri cruciatus  | 15. April 1949     | Über die heiligen Stätten in Palästina                                                                 |
| 17 | Anni sacri                    | 12. März 1950      | Programm zur Bekämpfung des weltweiten Atheismus                                                       |
| 18 | Summi maeroris                | 19. Juli 1950      | Für das Gebet um Frieden und die Eintracht zwischen den Völkern                                        |
| 19 | Humani generis                | 12. August 1950    | Über neuere theologische Tendenzen                                                                     |
| 20 | Mirabile illud                | 6. Dezember 1950   | Für öffentliche Gebete für den Weltfrieden                                                             |
| 21 | Evangelii praecones           | 2. Juni 1951       | Über die Förderung der katholischen Missionen                                                          |
| 22 | Sempiternus rex Christus      | 8. September 1951  | Zum 1500. Jahrestag des Ökumenischen Konzils von Kalkedon                                              |
| 23 | Ingruentium malorum           | 15. September 1951 | Über das Rosenkranzgebet, besonders im Monat Oktober                                                   |
| 24 | Orientales ecclesias          | 15. Dezember 1952  | Über die Verfolgung der orientalischen Kirchen                                                         |
| 25 | Doctor mellifluus             | 24. Mai 1953       | Zum 800. Todestag des Heiligen Bernhard von Clairvaux                                                  |
| 26 | Fulgens corona                | 8. September 1953  | Marianische Enzyklika zum marianischen Jahr                                                            |
| 27 | Sacra virginitas              | 25. März 1954      | Über die gottgeweihte Jungfräulichkeit                                                                 |
| 28 | Ecclesiae fastos              | 5. Juni 1954       | Zum 1200. Todestag des heiligen Bonifatius                                                             |
| 29 | Ad Sinarum gentem             | 7. Oktober 1954    | Über die Kirche in China                                                                               |
| 30 | Ad caeli reginam              | 11. Oktober 1954   | Marianische Enzyklika über die Muttergottes als Königin                                                |
| 31 | Musicae sacrae disciplina     | 25. Dezember 1955  | Über die Kirchenmusik                                                                                  |
| 32 | Haurietis aquas               | 15. Mai 1956       | Über die Herz Jesu-Verehrung                                                                           |
| 33 | Luctuosissimi eventus         | 28. Oktober 1956   | Für öffentliche Gebete für das ungarische Volk                                                         |
| 34 | Laetamur admodum              | 1. November 1956   | Gebetsaufruf für den Frieden in Polen, Ungarn und Nahost                                               |
| 35 | Datis nuperrime               | 5. November 1956   | Mit einer Verurteilung der Kämpfe in Ungarn                                                            |
| 36 | Fidei donum                   | 21. April 1957     | Über den Zustand der katholischen Missionen, insbesondere in Afrika                                    |
| 37 | Invicti athletae Christi      | 16. Mai 1957       | Über den 300. Jahrestags des Martyriums des heiligen Andreas Bobola                                    |
| 38 | Le pèlerinage de Lourdes      | 2. Juli 1957       | Zum hundertsten Jahrestag der Erscheinung der Muttergottes in Lourdes                                  |
| 39 | Miranda prorsus               | 8. September 1957  | Zweite Medienenzyklika über Film, Funk und Fernsehen                                                   |
| 40 | Ad Apostolorum principis      | 29. Juni 1958      | Über den Kommunismus und die Kirche in China                                                           |
| 41 | Meminisse iuvat               | 14. Juli 1958      | Um Gebet für die verfolgte Kirche                                                                      |

### Johannes XXIII.
| # | Name                        | Datum              | Inhalt |
| - | --------------------------- | ------------------ | --- |
| 1 | Ad Petri cathedram          | 29. Juni 1959      | Antrittsenzyklika über das bevorstehende Konzil                                                                              |
| 2 | Sacerdotii nostri primordia | 1. August 1959     | Über den Hl. Pfarrer von Ars                                                                                                 |
| 3 | Grata recordatio            | 26. September 1959 | Über den Rosenkranz |
| 4 | Princeps pastorum           | 28. November 1959  | Über die Missionen, den einheimischen Klerus und die Laienbeteiligung                                                        |
| 5 | Mater et magistra           | 15. Mai 1961       | Sozialenzyklika |
| 6 | Aeterna Dei sapientia       | 11. November 1961  | Aus Anlass des 1500. Todestages des Heiligen Papst Leo I.: Der Heilige Stuhl von Petrus als Zentrum der christlichen Einheit |
| 7 | Paenitentiam agere          | 1. Juli 1962       | Über das Erfordernis innerer und äußerer Buße                                                                                |
| 8 | Pacem in terris             | 11. April 1963     | Friedensenzyklika und Sozialenzyklika                                                                                        |

### Paul VI.
Die fünf größeren Enzykliken stehen allesamt thematisch im Zusammenhang mit dem Zweiten Vatikanischen Konzil. Die Enzykliken zum Zölibat und zur Geburtenregelung ergingen zu Themen, die der Papst dem Konzil entzogen hatte.
| # | Name                    | Datum              | Inhalt                                                                           |
| - | ----------------------- | ------------------ | -------------------------------------------------------------------------------- |
| 1 | Ecclesiam suam          | 6. August 1964     | Antrittsenzyklika über die Wege der Kirche, ihre Identität und den Dialog        |
| 2 | Mense Maio              | 29. April 1965     | Marianische Enzyklika über die Marienverehrung im Monat Mai                      |
| 3 | Mysterium fidei         | 3. September 1965  | Über die Eucharistie                                                             |
| 4 | Christi matri rosarii   | 15. September 1966 | Marianische Enzyklika über das Rosenkranzgebet im Oktober als Mittel zum Frieden |
| 5 | Populorum progressio    | 26. März 1967      | Über den Fortschritt der Völker, eine wichtige Sozialenzyklika                   |
| 6 | Sacerdotalis caelibatus | 24. Juni 1967      | Über die ehelose Lebensform der Priester in der Nachfolge Jesu Christi           |
| 7 | Humanae vitae           | 25. Juli 1968      | Über die rechte Ordnung der Weitergabe des menschlichen Lebens                   |

Unter den zehn größeren Apostolischen Schreiben (neben ca. zwanzig weiteren) Pauls VI. sind insbesondere zu nennen:
| Name                 | Datum | Beschreibung                                              |
| -------------------- | ----- | --------------------------------------------------------- |
| Octogesima adveniens | 1971  | Zur Soziallehre                                           |
| Marialis cultus      | 1974  | Drittes und ausführlichstes Schreiben zur Marienverehrung |
| Gaudete in Domino    | 1975  | Über die christliche Freude                               |
| Evangelii nuntiandi  | 1975  | Über die Evangelisierung in der Welt von heute            |

### Johannes Paul I.
Johannes Paul I. hat in seinem 33-tägigen Pontifikat 1978 keine Enzyklika verfasst. Seine vier Katechesen zur Generalaudienz sind jedoch in Buchform veröffentlicht worden.

### Johannes Paul II.
| #  | Name                     | Datum              | Inhalt                                                                                         |
| -- | ------------------------ | ------------------ | ---------------------------------------------------------------------------------------------- |
| 1  | Redemptor Hominis        | 4. März 1979       | Antrittsenzyklika über die Erlösung des Menschen                                               |
| 2  | Dives in misericordia    | 30. November 1980  | Über das Erbarmen Gottes                                                                       |
| 3  | Laborem exercens         | 14. September 1981 | Über die Arbeit (erste Sozialenzyklika)                                                        |
| 4  | Slavorum Apostoli        | 2. Juni 1985       | Über die hll. Kyrill und Methodius                                                             |
| 5  | Dominum et Vivificantem  | 18. Mai 1986       | Über den Heiligen Geist                                                                        |
| 6  | Redemptoris Mater        | 25. März 1987      | Über die Marienverehrung                                                                       |
| 7  | Sollicitudo rei socialis | 30. Dezember 1987  | Zweite Sozialenzyklika                                                                         |
| 8  | Redemptoris missio       | 7. Dezember 1990   | Über den Missionsauftrag                                                                       |
| 9  | Centesimus annus         | 1. Mai 1991        | Dritte Sozialenzyklika                                                                         |
| 10 | Veritatis splendor       | 6. August 1993     | Über die Wahrheit als Fundament der sittlichen Ordnung; umfassende moraltheologische Enzyklika |
| 11 | Evangelium vitae         | 25. März 1995      | Über die Würde des menschlichen Lebens                                                         |
| 12 | Ut unum sint             | 25. Mai 1995       | Über den Ökumenismus                                                                           |
| 13 | Fides et ratio           | 14. September 1998 | Über Glaube und Vernunft                                                                       |
| 14 | Ecclesia de eucharistia  | 17. April 2003     | Über die Eucharistie                                                                           |

### Benedikt XVI.
| # | Name                | Datum             | Inhalt                                                                                |
| - | ------------------- | ----------------- | ------------------------------------------------------------------------------------- |
| 1 | Deus caritas est    | 25. Dezember 2005 | Antrittsenzyklika über die christliche Liebe sowie über die kirchliche Caritas        |
| 2 | Spe salvi           | 30. November 2007 | Über die christliche Hoffnung                                                         |
| 3 | Caritas in veritate | 7. Juli 2009      | Sozialenzyklika über die ganzheitliche Entwicklung des Menschen in Liebe und Wahrheit |

### Franziskus
| # | Name           | Datum            | Inhalt                                                            |
| - | -------------- | ---------------- | ----------------------------------------------------------------- |
| 1 | Lumen fidei    | 29. Juni 2013    | Der Glaube muss sich im menschlichen Handeln widerspiegeln        |
| 2 | Laudato si’    | 18. Juni 2015    | Die Verpflichtung des Menschen zum Schutz der Umwelt              |
| 3 | Fratelli tutti | 3. Oktober 2020  | Über die Geschwisterlichkeit und die soziale Freundschaft         |
| 4 | Dilexit nos    | 24. Oktober 2024 | Über die menschliche und göttliche Liebe des Herzens Jesu Christi |

## Antrittsenzykliken
Mit der ersten Enzyklika Qui pluribus (1846) des seligen Papstes Pius IX. begann eine neue Form von Enzykliken, die über die Führung des Pontifikats Aussagen machten, fortan nannte man die erste Enzyklika eines Papstes auch Antrittsenzyklika. Es folgten dann weitere:
| Papst                   | Name                                | Datum             | Thema |
| ----------------------- | ----------------------------------- | ----------------- | --- |
| Papst Leo XIII.         | Inscrutabili Dei consilio           | 21. April 1878    | Über die Übelstände in der Gesellschaft |
| Papst Pius X.           | E supremi apostolatus               | 4. Oktober 1903   | Über die Bedeutung der geistlichen Erneuerung in Christus |
| Papst Benedikt XV.      | Ad beatissimi apostolorum principis | 1. November 1914  | Gegen den Weltkrieg und für die Einheit der Kirche |
| Papst Pius XI.          | Ubi arcano Dei                      | 23. Dezember 1922 | Über den Frieden Christi im Reiche Christi |
| Papst Pius XII.         | Summi pontificatus                  | 20. Oktober 1939  | Gegen den Krieg; der Friede als Werk der Gerechtigkeit und über die Einheit der menschlichen Gesellschaft |
| Papst Johannes XXIII.   | Ad Petri cathedram                  | 25. Januar 1959   | Johannes XXIII. richtete seine erste Enzyklika an die Christen, die in Gemeinschaft mit dem apostolischen Stuhl stehen. Wahrheit, Einheit und Frieden waren die Themen, die er im Blick auf das von ihm einberufene Konzil behandelte. |
| Papst Paul VI.          | Ecclesiam suam                      | 6. August 1964    | In seiner Antrittsenzyklika charakterisiert Papst Paul VI. die Kirche als zum Dialog mit der modernen Welt berufen und befähigt. |
| Papst Johannes Paul II. | Redemptor Hominis                   | 4. März 1979      | In der Enzyklika behandelte Johannes Paul II. unter anderem die politischen Herrschaftsformen, die sich im Osten wie im Westen gebildet hatten. Die Enzyklika behandelt das Thema Menschenwürde und Menschenrechte.                    |
| Papst Benedikt XVI.     | Deus caritas est                    | 25. Dezember 2005 | In seiner ersten Enzyklika befasst sich Benedikt XVI. mit der Liebe als Mitte des christlichen Glaubens, die in Gott ihren Ursprung hat.                                                                                               |

## Marianische Enzykliken
Als marianische Enzykliken werden solche bezeichnet, die als Schwerpunkt der Marienverehrung gewidmet sind. Die Erneuerung der Marienverehrung wurde durch Papst Pius IX. angestoßen, der mit der päpstlichen Bulle Ineffabilis Deus das Dogma über die Conceptio Immaculata, also die Unbefleckte Empfängnis am 8. Dezember 1854 verkündigte. Papst Pius XII. verkündete am 1. November 1950 das Dogma über die Aufnahme Mariens in den Himmel. Von den Päpsten des 20. Jahrhunderts, die sich als eifrige Marienverehrer erwiesen, stammen programmatische Enzykliken zu marianischen Themen:
| Papst                   | Name                      | Jahr |
| ----------------------- | ------------------------- | ---- |
| Papst Pius X.           | Ad diem illum laetissimum | 1904 |
| Papst Pius XII.         | Deiparae Virginis Mariae  | 1946 |
| Papst Pius XII.         | Fulgens corona            | 1953 |
| Papst Pius XII.         | Ad caeli reginam          | 1954 |
| Papst Paul VI.          | Mense Maio                | 1965 |
| Papst Paul VI.          | Christi matri rosarii     | 1966 |
| Papst Johannes Paul II. | Redemptoris mater         | 1987 |

Apostolische Schreiben von Paul VI. : Signum magnum (1967), Recurrens mensis october (1969) und Marialis cultus (1974)

## Missionsenzykliken
Im kirchlichen Sprachgebrauch wird mit dem Wort Mission sowohl die Mission der Völker als auch des Einzelnen bezeichnet. Zum Missionsauftrag haben die Päpste viele Enzykliken, apostolische Schreiben und Dekrete veröffentlicht.

### Enzykliken
- In der Enzyklika Probe nostis vom 18. September 1840 schrieb Papst Gregor XVI. über die Verbreitung des Glaubens
- Die Missionsenzyklika Sancta Dei civitas („Gottes heilige Stadt“) von Papst Leo XIII. wurde am 3. Dezember 1880 veröffentlicht und trägt den Untertitel: „über die Missionsarbeit“.
- Papst Leo XIII. wandte sich am 20. November 1890 mit der Missionsenzyklika Catholicae ecclesiae an die Missionare in Afrika und verdammte die Sklaverei.
- In der Enzyklika Christi nomen („der Name Christi“) vom 24. Dezember 1894 schreibt Papst Leo XIII., über die Verbreitung des Glaubens und die Ostkirchen.
- Die Missionsenzyklika Pius XI. Rerum ecclesiae trägt den Untertitel: „über die Pflicht und Art der Förderung der heiligen Mission“ und wurde am 28. Februar 1926 veröffentlicht.
- Mit der Enzyklika Saeculo exeunte octavo vom 2. Juni 1940 würdigt Papst Pius XII. die 800. Wiederkehr des Tages der Unabhängigkeit Portugals. In diesem apostolischen Rundschreiben wendet er sich an die portugiesischen Bischöfe und betont die Wichtigkeit der Missionsarbeit.
- Eine weitere Missionsenzyklika ist Evangelii praecones („Herolde des Evangeliums“). Diese veröffentlichte Papst Pius XII. am 2. Juni 1951. Er schreibt darin über die Förderung der katholischen Mission.
- Mit der Enzyklika Fidei donum („Geschenk des Glaubens“) vom 21. April 1957 rief Papst Pius XII. Priester nach Afrika, Asien und Südamerika zu entsenden, um den dortigen Priestermangel zu beheben.
- Die Enzyklika Princeps pastorum („Der oberste Hirte“) Papst Johannes’ XXIII. vom 28. November 1959 führt die Bedeutung der Missionsarbeit, die Wichtigkeit des einheimischen Klerus und der Beteiligung der Laien an der Missionsarbeit aus.
- Mit seiner achten Enzyklika Redemptoris missio (Die Sendung des Erlösers) vom 7. Dezember 1990 schreibt Papst Johannes Paul II. über die fortlaufende Gültigkeit des missionarischen Auftrages.

### Apostolische Schreiben
Mit folgenden apostolischen Schreiben werden die Aussagen der Missionsenzykliken nochmals unterstrichen und ausgeführt:
- Maximum illud von Papst Benedikt XV. (30. November 1919)
- Evangelii nuntiandi von Papst Paul VI. (8. Dezember 1975)
- Ubicumque et semper von Papst Benedikt XVI. (21. September 2010)

#### Nachsynodale apostolische Schreiben
Papst Johannes Paul II. verfasste mehrere nachsynodale apostolische Rundschreiben über das geweihte Leben und die Evangelisierung der Völker
- Ecclesia in Africa (14. September 1995)
- Vita consecrata (25. März 1996)
- Ecclesia in Libanon (10. Mai 1997)
- Ecclesia in America (22. Januar 1999)
- Ecclesia in Asia (6. November 1999)
- Ecclesia in Oceania (23. November 2001)
- Ecclesia in Europa (28. Juni 2003)

### Dekrete
Das Zweite Vatikanische Konzil erließ über die Missionstätigkeit und das Apostolat der Laien zwei Dekrete: Ad gentes (über die Mission) und Apostolicam actuositatem (über das Laienapostolat).

## Rosenkranzenzykliken
Der Brauch, den Monat Oktober als Rosenkranzmonat zu begehen, entwickelte sich zum Ende des 18. Jahrhunderts. Papst Leo XIII. förderte die Hingabe an die Gottesmutter, indem er den beständigen Gebrauch des Rosenkranzes anregte. Leo XIII. und seine Nachfolger veröffentlichten dazu mehrere Enzykliken („Rosenkranzezykliken“) und apostolische Schreiben.

### Papst Leo XIII.
- Supremi apostolatus officio (1. September 1883)
- Superiore anno (30. August 1884)
- Vi è ben noto an die italienischen Bischöfe, (20. September 1887)
- Octobri mense (22. September 1891)
- Magnae Dei matris (8. September 1892)
- Laetitiae sanctae (8. September 1893)
- Iucunda semper expectatione (8. September 1894)
- Adiutricem populi (5. September 1895)
- Fidentem piumque animum (20. September 1896)
- Augustissimae Virginis Mariae (12. September 1897)
- Diuturni temporis (5. September 1898)

#### Apostolische Schreiben
- Salutaris ille (24. Dezember 1883) und
- Parta humano generi (8. September 1901)

### Nachfolgende Päpste
- Papst Pius XI. Enzyklika Ingravescentibus malis (29. September 1937)
- Papst Pius XII. Enzyklika Ingruentium malorum (15. September 1951)
- Papst Johannes XXIII. Enzyklika Grata recordatio (26. September 1959) und das apostolische Schreiben Il religioso convegno (29. September 1961)
- Papst Paul VI. Enzyklika Christi matri rosarii (15. September 1966) und das apostolische Schreiben Recurrens mensis october (7. Oktober 1969)
- Papst Johannes Paul II. verfasste das apostolische Schreiben Rosarium Virginis Mariae 16. Oktober 2002

## Sozialenzykliken
Das Zusammenwachsen von Kirche und Gesellschaft begründete neue Betätigungsfelder der katholischen Kirche, die Folge war die Entwicklung einer eigenständigen Soziallehre und das Hervorheben der sozialen Verantwortung aller und des Einzelnen. Nicht alle herausgegebenen Enzykliken haben einen ausgesprochenen sozialpolitischen Charakter und so hat sich deren Bezeichnung auch als „Sozialenzyklika“ etabliert. Darüber hinaus wurden zwei apostolische Schreiben veröffentlicht, deren Inhalt der Charakter einer Sozialenzyklika zugesprochen werden kann.

### Die bedeutendsten Sozialenzykliken und apostolischen Schreiben
- Papst Leo XIII. verfasste die epochale und als „Mutter aller Sozialenzykliken“ bezeichnete Enzyklika Rerum Novarum. Sie wurde am 15. Mai 1891 veröffentlicht.
- Quadragesimo anno („Im vierzigsten Jahr“) heißt die am 15. Mai 1931 von Papst Pius XI. veröffentlichte Enzyklika. Sie wurde unter dem Eindruck der damaligen Wirtschaftskrise verfasst. Ihr Name leitet sich aus den Anfangsworten ab und bezieht sich auf den vierzigsten Jahrestag der Veröffentlichung der Enzyklika Rerum novarum.
- Die Enzyklika Non abbiamo bisogno wurde am 29. Juni 1931 von Papst Pius XI. in italienischer Sprache herausgegeben. Sie befasst sich mit der katholischen Aktion, dem Faschismus in Italien und dem Nationalsozialismus in Deutschland.
- Die Enzyklika Mit brennender Sorge wurde von Papst Pius XI. am 14. März 1937 unterzeichnet. Die Enzyklika behandelt die bedrängte Lage der römisch-katholischen Kirche im damaligen Deutschen Reich und verurteilt Politik und Ideologie des Nationalsozialismus.
- Die Enzyklika Divini redemptoris über den atheistischen Kommunismus wurde von Papst Pius XI. verfasst und am 19. März 1937 veröffentlicht.
- Die Enzyklika Mater et magistra über die Kirche als Mutter und Lehrmeisterin von Papst Johannes XXIII. wurde zum 70. Jubiläum der Enzyklika Rerum novarum am 15. Mai 1961 veröffentlicht.
- Pacem in terris („Friede auf Erden“) ist der Titel der von Papst Johannes XXIII. am 11. April 1963 veröffentlichten Enzyklika „über den Frieden unter allen Völkern in Wahrheit, Gerechtigkeit, Liebe und Freiheit“.
- Populorum progressio („Der Fortschritt der Völker“) ist der Titel der Enzyklika des Papstes Paul VI. vom 26. März 1967.
- In seiner Sozialenzyklika Laborem exercens über den Wert der menschlichen Arbeit vom 14. September 1981 schreibt Papst Johannes Paul II. die Ethik der Arbeit.
- Sollicitudo rei socialis („Die Sorge über die sozialen Anliegen“) ist eine Enzyklika vom 30. Dezember 1987, in der Papst Johannes Paul II. die katholische Soziallehre weiterentwickelt und sich dabei auf die Problemstellungen des Nord-Süd-Konfliktes konzentriert.
- Die Enzyklika Centesimus annus („Im hundertsten Jahr“) ist ein am 1. Mai 1991 veröffentlichtes apostolisches Rundschreiben Papst Johannes Pauls II., das 100 Jahre nach der Enzyklika Rerum novarum und über den Niedergang der kommunistischen Staaten in Europa geschrieben wurde.